# 卓越研究員事業
卓越研究員事業（Leading Initiative for Excellent Young Researchers（LEADER））は、平成28年度に日本で開始された、特に優れた能力を持つ研究者を独自の審査方式により発掘し、優先的に常勤・定年制の職に就けるよう後押しすることで、優秀な人材を日本国内にて確保するための草分け的な仕組みである。
文部科学省が卓越研究員の受け入れを希望する研究機関からポストを募集し、独立行政法人日本学術振興会が研究員の公募、審査、補助金の交付を行う。